# Conters im Prättigau
Conters im Prättigau (toponimo tedesco, fino al 1962 Conters im Prätigau; in romancio Cunter en il Partenz ) è un comune svizzero di 220 abitanti del Canton Grigioni, nella regione Prettigovia/Davos.

## Monumenti e luoghi d'interesse
- Chiesa riformata, ampliata nel XVI secolo[3].

## Società

### Evoluzione demografica
L'evoluzione demografica è riportata nella seguente tabella:
Abitanti censiti

## Economia
Conters im Prättigau è una località di villeggiatura invernale (stazione sciistica sviluppatasi dagli anni 1930).